# Hevesi Judit
Hevesi Judit (Hódmezővásárhely, 1990–) magyar költő, szerkesztő.

## Munkássága
Első verseskötete, a Hálátlanok búcsúja Archiválva 2019. november 7-i dátummal a Wayback Machine-ben 2015-ben jelent meg a Magvető Könyvkiadónál, második, Holnap ne gyere címmel 2017-ben ugyanott.
2015/2016-ban Friedrich Schiller Haramiák című darabját Cziglényi Boglárkával közös fordításában a Pesti Színház játszotta (rendező: Kovács D. Dániel). Később gyerekkönyveket fordított német nyelvből. 
A Corvina Kiadó munkatársa, elsősorban tudományos-ismeretterjesztő könyvekkel dolgozik, így Nyáry Krisztián vagy Sonnevend Júlia köteteit szerkeszti, de a FEB emelt szintű magyar-történelem érettségi felkészítőit is ő jegyzi kiadói szerkesztőként.
2018 óta a Lyukasóra állandó vendége, rendszeresen publikál a legnagyobb irodalmi lapokban, tart irodalomórákat és felolvasásokat. 
Jelenleg párjával Németországban él. 

## Díjai
- 2014-ben a Petri-díj shortlistjére került[2]
- 2014-ben NKA alkotói ösztöndíjas
- 2016-ban Móricz Zsigmond Irodalmi Ösztöndíjat[3] kapott
- 2018-ban Merítés-díjra[4] jelölték.
- 2019-ben Irodalmi Jelen Költészet-díjas.[5]

## Fontosabb publikációi
- Suit up! Írók öltönyben; szerk. Hevesi Judit, Gaborják Ádám, fotók Bach Máté; JAK–Prae.hu, Bp., 2014
- Hálátlanok búcsúja; Magvető, Bp., 2015
- Holnap ne gyere; Magvető, Bp., 2017
- Nyáry Krisztián–Hevesi Judit: Óriások vállán. Bonaform Csoport; Bonafarm Zrt., Bp., 2019
- Szép versek 2013, 2014, 2015, 2016, 2017, 2018, 2019